# Коваленко, Анатолий Павлович
Анато́лий Па́влович Ковале́нко (род. 4 января 1936, Смела, Черкасская область, УССР, СССР) — видный учёный в области космической техники, изобретатель, исследователь истории науки и техники, путешественник, краевед.

## Биография
Родился 4 января1936 года в посёлке Малой Яблоновке при городе Смеле Черкасской области в семье рабочего местного паровозовагоноремонтного завода.
Украинец. Все его предки до четвертого колена (с фамилиями Коваленко, Капелюхи, Ревенко, Хильченко) были коренными жителями окрестных селений (Малой Смелянки, Великой Яблоновки, Гречковки, Малой Яблоновки, Смелы) и принадлежали к низшим сословиям – крестьянам-земледельцам и заводским рабочим.
Был свидетелем событий Великой Отечественной войны на оккупированной немцами территории.
С 1944 года учился в средней школе № 22 на станции им. Тараса Шевченко, которую окончил с медалью в 1953 году.
С 1953 года проживает в Москве.
В 1959 году окончил с отличием Московский авиационный институт имени Серго Орджоникидзе по специальности инженер-электромеханик.
В 1974 году окончил Институт повышения квалификации руководящих работников в области патентной работы с присвоением квалификации патентоведа. Всего имеет три высших образования.
Беспартийный (никогда ни в какой политической партии не состоял).
Общий трудовой стаж – свыше полувека.

### Научная деятельность
Научную деятельность А. П. Коваленко начинал в знаменитом «космическом» конструкторском бюро С. П. Королёва ОКБ-1 (ныне Ракетно-космическая корпорация «Энергия» им. С. П. Королёва). Занимался испытаниями систем ориентации первых космических аппаратов, запускавшихся к Луне, участвовал в разработке первой системы сближения и стыковки аппаратов на орбите, а также в работах, связанных с полётами первых космонавтов.
В 1960 году начал заниматься исследованиями, связанными с использованием физических полей для управления космическими аппаратами и стал одним из основоположников научного направления «Теория и средства управления космическими аппаратами с использованием геомагнитного поля».
Широко известен пионерскими и фундаментальными трудами в названной области (первая в стране диссертация (1964), первая в мире монография (1975), приоритет по всему спектру элементов указанного направления – исполнительным органам, датчикам, электронным устройствам, контрольно-испытательной аппаратуре, методам расчёта, проектирования и испытаний, – защищённый десятками изобретений).
Под его руководством и при непосредственном личном участии выполнено около полутора десятков научных тем, в том числе Правительственных. Результаты его работ реализованы на множестве космических аппаратов различного назначения (спутниках Космос-215, 335, 381, 426; Интеркосмос-4, 5, 8, 13; 11Ф617, 11Ф626, 11Ф627, 11Ф643, 11Ф664; 2ИК-1, ИС 12Л, ГФС, Гриф, Олень, Типчак, УОС-С, серии АУОС, ОКЕАН-О, СМ, 271ГК, Т170, АМ -1, Аракс, Аракс-Н, станции «Мир» и др.). Его работы использовались практически во всех ведущих организациях, занимающихся названной тематикой, – в Москве, Днепропетровске, Красноярске, Омске, Киеве, Куйбышеве и др. городах. В целом ряде научных и конструкторских организаций постоянно являлся техническим консультантом по особо важной тематике.
С 1966 года научные исследования совмещал с педагогической работой в Московском государственном техническом университете им. Н. Э. Баумана (МГТУ).

### Педагогическая деятельность
В МГТУ им. Н. Э. Баумана А. П. Коваленко на протяжении многих лет читал курсы лекций для студентов приборостроительных специальностей по дисциплинам:
- Основы автоматики
- Элементы электронных вычислительных машин
- Измерительная техника
- Проектирование периферийных устройств ЭВМ
- Механизмы и устройства вычислительных систем
- Радиоузлы и радиодетали
- Детали и узлы радиоэлектронной аппаратуры
- Элементы приборных и электронных функциональных устройств
- Детали приборов
- Элементы приборных устройств
- Основы конструирования приборов
- Детали машин и приборов
- Основы проектирования машин и приборов
- Взаимозаменяемость, стандартизация и технические измерения
- Прикладная механика
- Строительная механика приборов
- Прочность приборных конструкций

Состоял членом: специализированного Учёного Совета «Автоматические приводы и системы управления» (по специальности «Элементы и технические средства управления и регулирования»; приказ ВАК СССР № 461 от 14 апреля 1976 года); экспертных комиссий, а также секции технической кибернетики Научно-технического совета Минвуза СССР. В 1972–1978 годах – заместитель заведующего кафедрой.
Удостаивался звания «Лучший преподаватель МГТУ им. Н. Э. Баумана» в номинации «Лучший лектор» (2002/03 учебный год); награждался, за подготовку высококвалифицированных специалистов, грамотами МГТУ и Министерства общего машиностроения.

### Эксперименты на выживаемость
А. П. Коваленко принимал участие в научных экспериментах на выживаемость малых групп в экстремальных условиях, которые проводились Институтом медико-биологических проблем Академии наук СССР (в 1974 году на необитаемом острове в Японском море и в 1977 году в Красноярской тайге). Эти эксперименты широко освещались в отечественной и зарубежной печати в 1970-х годах, о них написано несколько книг.
Литература об экспериментах:
- Репортажи в «Комсомольской правде» (за 3–8, 10–12 сентября 1974 года и 14–17, 22, 24, 25 сентября 1977 года).
- Статьи и репортажи в журналах «Советский Союз», издававшихся на 19 языках мира: на русском языке в № 6 за 1976 год, № 12 за 1977 год; на других языках: в № 7, 8 за 1976 год, № 1 за 1978 год.
- Статьи, репортажи, сообщения в изданиях Чехословакии, Германской Демократической Республики и других стран (1974, 1975, 1978 годы).
- Леонид Репин. Трое на необитаемом острове. – Москва: Мысль, 1976. – 112 с., 4 л. ил.
- Леонид Репин. Затерявшиеся в тайге. – Москва: Мысль, 1980. – 156 с.
- Параметры риска: Сборник. – Сост. Л. Б. Репин. – Москва: Молодая гвардия, 1987. – 272 с., ил.

### Исторические исследования
С середины 1980-х годов А. П. Коваленко уделял серьёзное внимание исследованиям по истории науки и техники, а также краеведению.
В 2009 году им издано необыкновенное по многим параметрам произведение «Земли родной минувшая судьба, или Сказанье о Смелянщине».
Читатели и специалисты оценили эту книгу А. П. Коваленко исключительно высокими характеристиками: «первая наиболее полная летопись… края», «огромная и необычайно интересная сага», «фундаментальная», «титаническая», «эпохальная», «поражающая масштабностью», «воистину космического масштаба», «непревзойденная», «удивительная», «уникальная», «роскошная»… а двадцатилетние труды автора над нею – как «творческий и гражданский
подвиг», «подвиг настоящего патриота своего
края, подвиг учёного, подвиг гражданина»…
В 2022 году им создан сайт stalag345.com (stalag345.ru), на котором размещена будущая, ещё неизданная, книга  «Житие Коваленко, по отцу Павловича...»
В ней впервые – на основании скрупулезного анализа множества архивных документов, показаний свидетелей событий, личных воспоминаний и наблюдений – представляется непредвзятая картина жизни Смелы, станции Бобринской, поселка Малая Яблоновка (Мала Яблунiвка – укр.) во время Великой Отечественной войны. Впервые излагаются: детальный ход военный действий при захвате Смелы немцами; подробности жизни населения во время оккупации; правда и домыслы о подпольщиках и партизанах; результаты исследований смелянского лагеря для советских военнопленных (шталаг № 345); подробности военной операции по освобождению Смелы и Смелянского района от захватчиков; воспоминания о послевоенной жизни.

## Научные труды
А. П. Коваленко является автором около 200 научных трудов. Кроме трудов по тематике основной научной деятельности (главным образом закрытых), имеет также работы по теории намагничивания и магнитометрии, приборостроению, истории техники, общей истории, краеведению, литературоведению, вопросам экономики и в научно-биографическом жанре.
Некоторые из его открытых трудов:

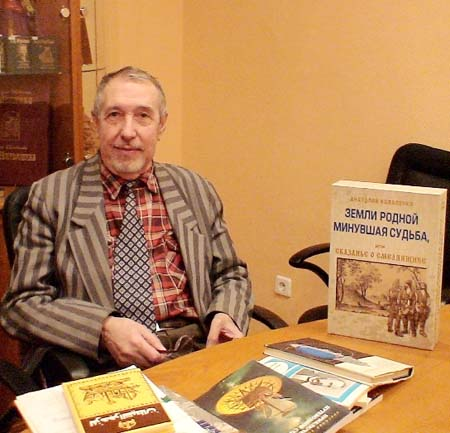
Анатолий Коваленко на презентации своих книг, 2009

- А. П. Коваленко. Магнитные системы управления космическими летательными аппаратами. – Москва: Машиностроение, 1975. – 248 с., 103 ил. – Монография.
- Анатолий Коваленко. Тайна «дьявольского» камня. – Москва: Мысль, 1983. – 104 с., 4 л. ил.
- А. Коваленко. Тайна «дьявольского камня». На арабском языке. – Москва: Прогресс, 1986. – 212 с., 4 л. ил.
- А. П. Коваленко. Иван Петрович Белавенец. – Москва: Наука, 1989. – 144 с., ил.
- А. П. Коваленко. Приключения путеводной стрелки. – Москва: Мысль, 1991. – 288 с.
- Анатолий Коваленко. Приключения путеводной стрелки. – Москва: МАИК «Наука/Интерпериодика»,  2001. – 256 с.
- Заседателев С. М., Коваленко А. П., Лепин А. Г. Проектирование по курсу “Детали приборов”. Часть III. Расчеты электромеханических элементов приборов: Учебное пособие. – Москва: МВТУ[23], 1973. – 160 с.
- Нестерова Н. П., Коваленко А. П., Тищенко О. Ф. и др. Элементы приборных устройств: Курсовое проектирование. Учебное пособие для вузов. В 2-х ч. – Москва: Высш. школа, 1978. – Ч. 1. Расчеты. – 328 с., ил. – Ч. 2. Конструирование. – 232 с., ил.
- Тищенко О. Ф., Киселев Л. Т., Коваленко А. П. и др. Элементы приборных устройств: Основной курс. Учебное пособие для вузов. В 2-х ч. – Москва: Высш. школа, 1982. – Ч. 1. Детали, соединения и передачи. – 304 с., ил. – Ч. 2. Приводы, преобразователи, исполнительные устройства. – 263 с., ил.
- А. Коваленко. Записки про Смілянщину // Червоний стяг. – Сміла, 1990, № 134, 136, 138, 139, 145, 150, 154.
- Анатолий Коваленко. Притяжение Родины // We/Мы. – Москва, 1993, № 20. – С. 4.
- Анатолій Коваленко. Тяжіння до Батьківщини // Смілянські обрії. – Сміла, 1994, № 15–17.
- Коваленко А. П. Де поховані Бобринські? // Смілянські обрії. – Сміла, 1994, № 32–34.
- А. Коваленко. Троє з графів Бобринських поховані в Смілі // Черкаський край. – Черкаси, 1994, № 147.
- Анатолій Коваленко. Бобринські Смілу не забувають // Сміла (газета). – Сміла, 1997, № 28.
- Анатолій Коваленко. Щоб не залишилось нез’ясованим // Пам’ять століть. – Київ, 2004, № 2. – С. 49–60.
- Анатолій Коваленко. Тарас Шевченко та Смілянщина. – Чигирин: Чигиринські вісті, 2004. – 32 с.
- Анатолий Коваленко. Паустовский и Смела // Мир Паустовского. – Москва, 2000, № 17. – С. 23–35.
- Анатолий Коваленко. Паустовский и Смела: Поиски, исследования, находки. – В сб.: К. Г. Паустовский. Материалы и сообщения, вып. 3. – Москва: Московский литературный музей-центр К. Г. Паустовского, 2007. – С. 357–378.
- Kovalenko Anatoly. Russia rediscovering the history of aristocrats who fled the revolution // We/Мы. – Washington, 1993, № 21. – P. 4.
- Анатолий Коваленко. Земли родной минувшая судьба, или Сказанье о Смелянщине. – Москва: Издательство ВеГа, 2009. – 892 с., ил. – ISBN 978-5-903649-07-6 (ошибоч.).

## Учёные степени, звания, награды, отличия
Степени и звания: кандидат технических наук (1964), старший научный сотрудник (1972), доцент (1980); действительный член Российской академии космонавтики им. К. Э. Циолковского (2000).
Медали и знаки: «Академик Михаил Кузьмич Янгель»; «Изобретатель СССР»; «Ветеран труда» (1987); «Ветеран труда МГТУ (МВТУ)» (почётное звание, 1996); «В память 850-летия Москвы» (1997); «150 лет Московскому Высшему Техническому училищу (1830–1980)»; «175 лет МГТУ им. Н. Э. Баумана» (2005); «Отличник погранвойск» I и II степени (нагрудные знаки, 1974); почётным знаком отличия «За відродження українського козацтва» (2011).
Член обществ: Всероссийского изобретателей и рационализаторов (1963); Всесоюзного «Знание» (1980); Русского географического (1983); Всеукраинского краеведов (1992).